# Helmer Furuholm
Karl Gustav Helmer Göte Furuholm, ursprungligen Johansson, född 13 juli 1916 i Dädesjö socken, död 30 januari 1997 i Kumla,, var en svensk pastor och författare av historiska romaner. 
Furuholm var son till lantbrukare och järnarbetare Carl Johansson och Hanna, ogift Nilsson. Han genomgick evangelistkurs 1936 och 1937 samt Örebro missionsskola 1941–1944. Han verkade som pastor i baptisförsamlingen i Strömstad 1944–1946, Dormen 1946–1948, SMF:s församling i Linneryd, Älmeboda och Ljuder 1950–1953, Fliseryd och Ruda 1953–1955, Moheda-ortens församlingskrets 1955–1960 och Viby-Tycke 1960–1963.
Böckerna Utbrytning, Daggormens tecken och Vilddjurets tal utspelas 1880–1939 och skildrar en tid av kraftig förvandling, Sverige omvandlas från bondesamhälle till industrisamhälle. Människorna i samhället Graneby får möta mycket nytt som är svårt att ta ställning till.
Från 1945 var han gift med Mary Tibblin (1920–2011).

### Som Helmer Johansson
- 1947 - Madame de la Mothe Guyon

### Som mHelmer Furuholm
- 1956 - Åke i Östergöhl
- 1962 - Taklöken blommar
- 1965 - Torp till salu
- 1966 - Jaga efter vind
- 1967 - Söndrat rike
- 1972 - Omskolad
- 1972 - Masugnsmästare Petter Schultz bryter upp
- 1974 - När bergsrådet kommer
- 1975 - Järnnätter
- 1976 - Solkurva
- 1977 - Lerbäcksgöken
- 1978 - Utbrytning
- 1979 - Daggormens tecken
- 1980 - Vilddjurets tal
- 1984 - Kolportören
- 1985 - Vandraren
- 1986 - Tusenfotingen
- 1987 - Återkomsten
- 1989 - Fyran